# Schloss Beuthen
Das Schloss Beuthen war eine im 12./13. Jahrhundert erbaute Burg an der Nuthe bei Kleinbeuthen, einem heutigen Gemeindeteil der Stadt Trebbin, Brandenburg. Von dem Bau ist nur noch ein völlig bewachsener kleiner Hügel, ein Burgstall übrig geblieben.

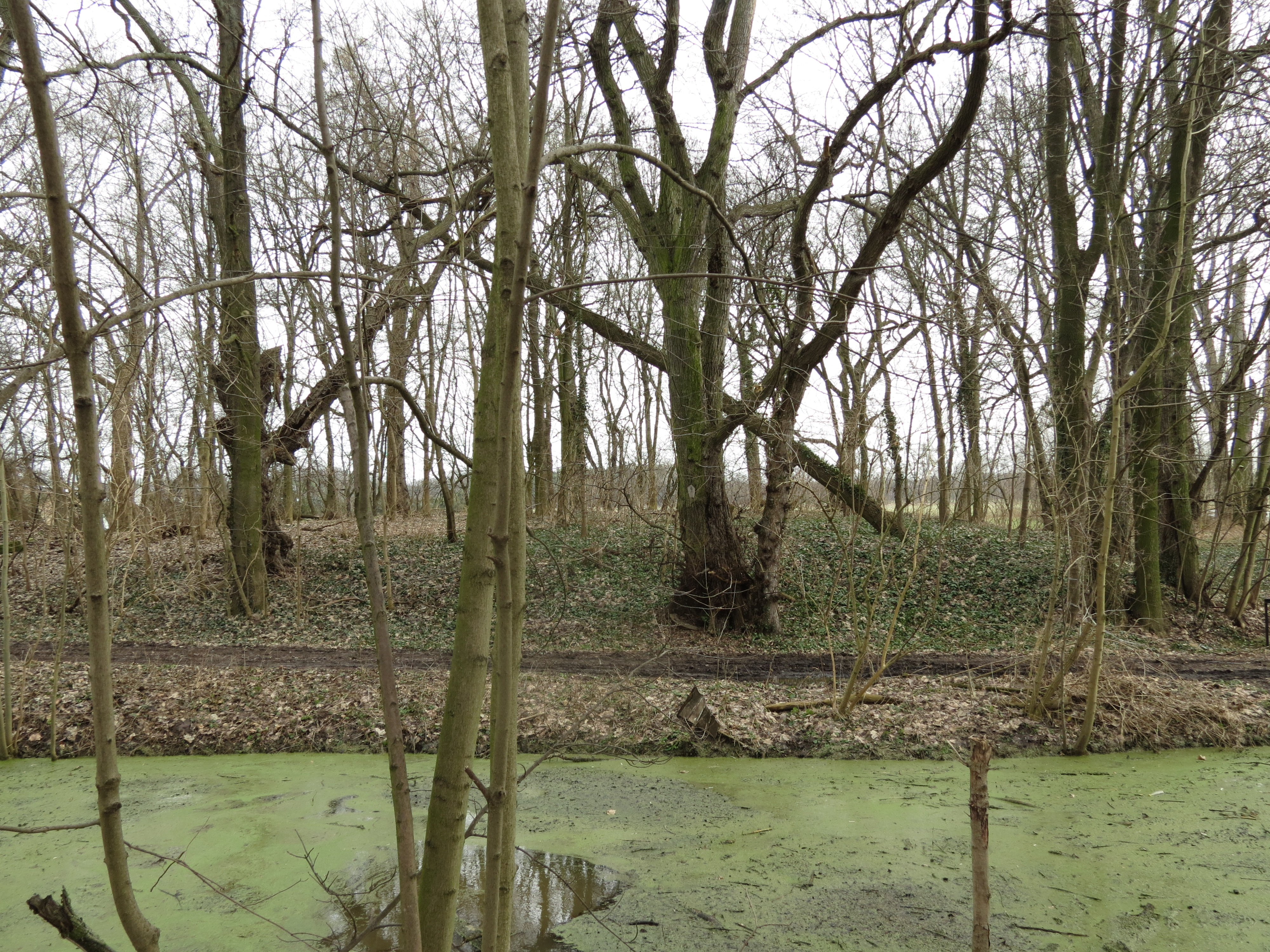
Burghügel der ehemaligen Burg bzw. des Schlosses Beuthen. Über das Mühlenfließ hinweg gesehen.

Schloss Beuthen ist zudem die Bezeichnung für eine kleine Adelsherrschaft im 14. und 15. Jahrhundert, die sich östlich entlang der Nuthe vom Thyrower Damm (südlich Thyrow und nördlich von Trebbin) bis zum Hakendamm bei Potsdam (kurz vor der Einmündung der Nuthe in die Havel) erstreckte. Sie lag in der historischen Landschaft Teltow und umfasste ursprünglich wahrscheinlich sieben Dörfer. Der Herrschaftsbereich expandierte zunächst nach Norden und Nordosten auf den Teltow, löste sich Ende des 16. Jahrhunderts aus wirtschaftlichen Gründen auf und wurde zerteilt.

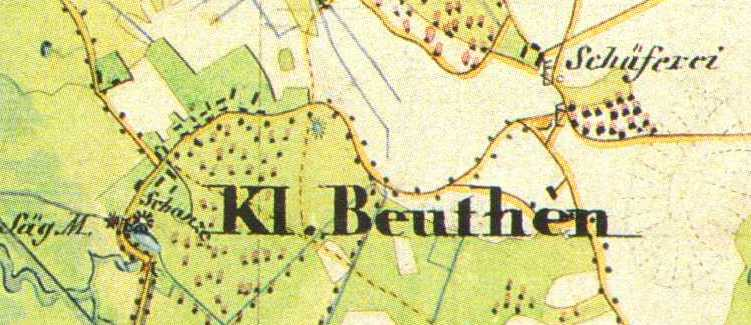
Schloss Beuthen mit der (Säge-)Mühle, Kleinbeuthen, Schäferei

## Burg und Schloss Beuthen

### Geographische Lage
Die Burg, ab dem 15. Jahrhundert auch als Schloss bezeichnet, lag am westlichen Ende von Kleinbeuthen, östlich des Kleinen Mühlenfließes am Rand der Nutheniederung. Möglicherweise war dieses Mühlenfließ ein Altarm der Nuthe, die sich im Mittelalter in zahlreichen Mäandern durch die Niederung schlängelte. Heute ist die Nuthe in ihrem Unterlauf (bereits ab Woltersdorf) bis zur Mündung in die Havel kanalartig ausgebaut und eingedeicht.

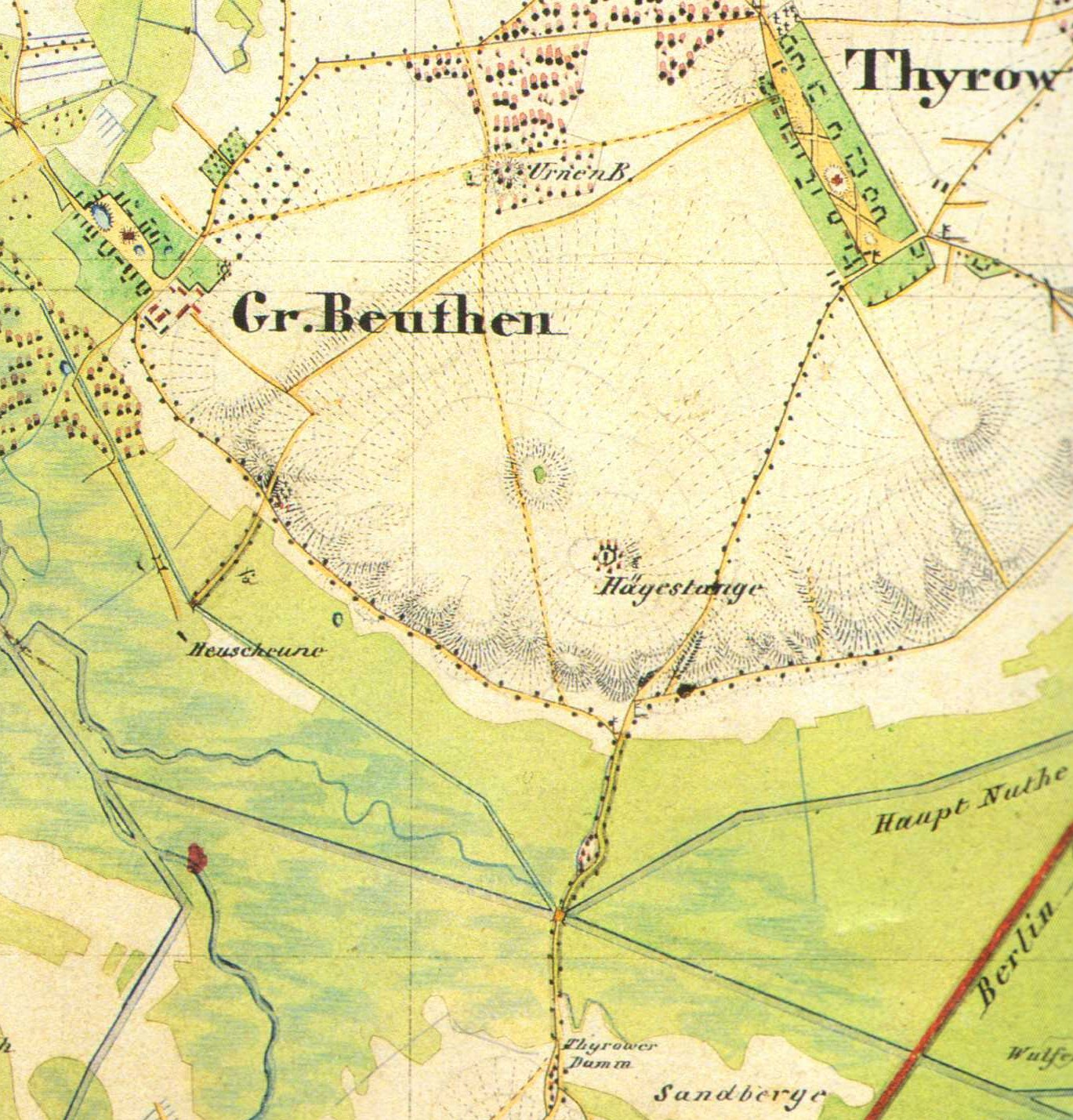
Der Thyrower Damm, südlich von Thyrow das Nuthetal überquerend

### Das Gebiet von Schloss Beuthen
Das hus zcu Buthen und die zugehörige Wassermühle wurden urkundlich erst 1367 erstmals genannt. 1375 wird es als castrum Buten bezeichnet. Die Burg beziehungsweise das spätere Schloss war der Mittelpunkt einer kleinen Herrschaft im südlichen Teil des Teltow, die sich östlich entlang der Nuthe vom Thyrower Damm bis zum Hakendamm (heute Friedrich-Engels-Straße) in Potsdam, an der Nuthemündung erstreckte und die Dörfer Großbeuthen, Kleinbeuthen, Jütchendorf, Gröben, Fahlhorst, Neuendorf bei Potsdam (heute Nowawes) und Siethen umfasste, die alle in unmittelbarer Nähe östlich der Nuthe lagen. Lediglich ein Dorf am östlichen Rand der Nuthe war davon ausgenommen, Drewitz, das bereits 1228 in den Besitz des Klosters Lehnin gekommen war und damit die kontinuierliche Linie der beuthen'schen Dörfer am östlichen Nutheufer unterbrach. Später wurde mit Ahrensdorf ein weiteres Dorf auf dem Teltow erworben. Vermutlich wuchs die Herrschaft aus drei kleineren Burgbezirken zusammen, denn im Gebiet der Herrschaft Schloss Beuthen sind urkundlich drei Burgen genannt, von denen die Neue Burg (bei Drewitz) und die Burg Gröben bereits im 14./15. Jahrhundert verfielen und in der Folgezeit nicht mehr genannt werden. Das Schloss Beuthen soll dagegen 1687 noch bewohnbar gewesen sein. Folgende Dörfer gehörten zu der kleinen Herrschaft:
- Ahrensdorf war bereits vor 1242 in den Besitz von Heinrich von Steglitz gekommen, der das Dorf in diesem Jahr an das Kloster Lehnin weiterverlieh. Vor 1375 war Ahrensdorf dann in den Besitz des Schlosses Beuthen gekommen, unter dessen Herrschaft es bis 1680 verblieb. Danach kam es 1680 zum Amt Saarmund.
- (Drewitz). Das Dorf gehörte vor 1228 dem A. v. Arneborch, einem magdeburgischen Ministerialen, der es in diesem Jahr an das Kloster Lehnin verkaufte. Er hatte es aber vom brandenburgischen Markgrafen zu Lehen. Dagegen gehörte die große Heide 1284 (später auch Gütergotzer Heide) noch den von der Gröben, wurde aber bereits von den Bauern aus Gütergotz (heute Güterfelde) genutzt.
- Fahlhorst. Der Ort gehörte bereits vor 1375 zum Schloss Beuthen. 1667 kam er zum Amt Saarmund.
- Glasow. Die v. Schlabrendorf erwarben 1484 die Hälfte des Dorfes und behaupteten den Besitz bis nach 1572

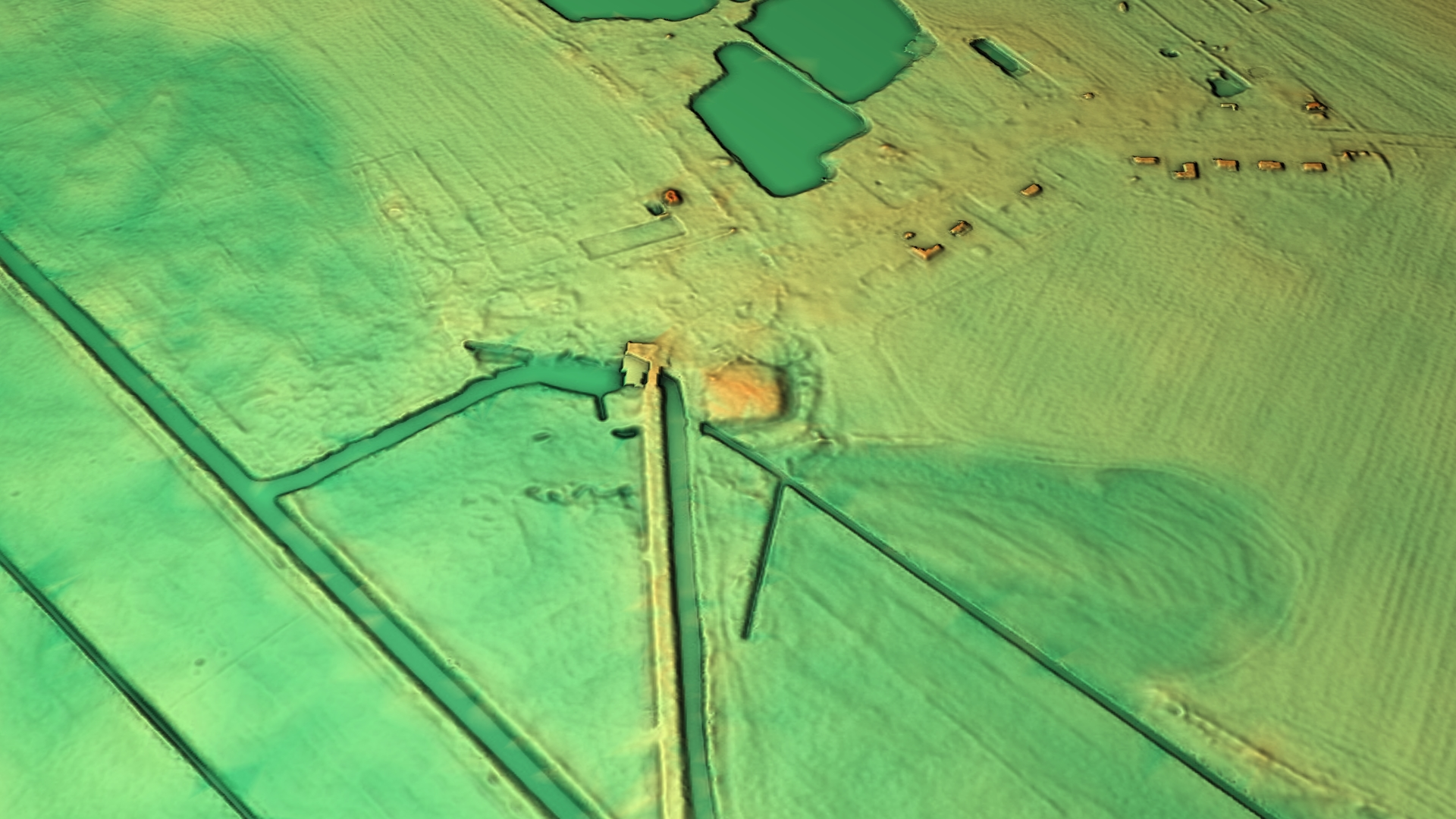
3D-Ansicht des digitalen Geländemodells

- 3D-Ansicht des digitalen GeländemodellsGröben. Gröben gehörte zum uranfänglichen Besitz der Familie von der Gröben in der Mittelmark. Um 1375 kam es zum Schloss Beuthen. Dazu gehörte die zunächst 1352 genannte Burg auf einer Nutheinsel nahe Gröben. Die Burg verfiel mit dem Besitzwechsel und wurde bereits 1375 nicht mehr genannt. Seit 1685 war Gröben geteilt. Ein Teil verblieb zunächst bei den von Schlabrendorf, der andere Teil gelangte an das Amt Saarmund.
- Großbeuthen. Das Dorf gehörte wie Kleinbeuthen zum unmittelbaren Besitz der Herrschaft Schloss Beuthen. Henricus de Groben verkaufte 1375 Großbeuthen an Beteke Dyreken. 1416 kam es an die von Schlabrendorf.
- (Güterfelde). 1509 hatten die v. Schlabrendorf Einnahmen von acht Personen in Güterfelde, die anscheinend vor 1543 an die v. Spiel zu Dahlem verkauft wurden.
- Jütchendorf gehörte bereits vor 1375 bis 1872 zum Schloss Beuthen beziehungsweise zu den Gütern Gröben, Siethen und Beuthen.
- Kerzendorf gehörte ursprünglich zu den sog. brandenburgischen Lehen der Herren von Zossen, die diese von den brandenburgischen Markgrafen zu Lehen hatten. Bereits vor 1523 konnte zunächst die Familie v. Schlieben eine Hälfte des Dorfes erwerben. Dieser Anteil kam 1523 in den Besitz der v. Schlabrendorf zu Schloss Beuthen. Er kam nach der Zerschlagung der Herrschaft an die v. Schlabrendorf in Siethen. 1752 konnten sie auch die andere Hälfte erwerben. Doch bereits 1756 verkauften sie das ganze Dorf an Johannes Ludovicus le Duchat de Dorville.
- Kleinbeuthen. Das Dorf gehörte neben Großbeuthen zum unmittelbaren Besitz der Herrschaft Beuthen. Zum Schloss gehörte auch die Mühle am Mühlenfließ in unmittelbarer Nähe des Schlosses; das Mühlenfließ ist ein kleiner Seitenarm der Nuthe, der etwas oberhalb von Schloss und Mühle vom Hauptstrom abzweigte.
- Neuendorf bei Potsdam (1906 in die Gemeinde Nowawes eingegliedert und im späteren Stadtteil Babelsberg von Potsdam aufgegangen). Das Dorf war schon vor 1375 Bestandteil der Herrschaft Schloss Beuthen. Es ging aber früh verloren und gehörte 1426 zur Vogtei Potsdam (später Amt Potsdam). 1422 wird die Neue Burg erwähnt; später ist von keiner Burg mehr die Rede. Das Dorf war ursprünglich ein Runddorf.
- Nudow. Der Ort gehörte um 1375 den Mukum (Muken) und kam vor 1450 zum Besitz von Schloss Beuthen. 1649 wurde er den von Schwerin gekauft; 1662 kam er zum Amt Potsdam. Einige Rechte wie die Wagendienste der Bauern und die Bede waren zur Vogtei beziehungsweise dem Amt Saarmund zu leisten. Auch andere nicht weiter spezifizierte Abgaben ging an das Amt Saarmund.
- (Philippsthal). Das Spinnerdorf wurde erst 1754/5 auf dem Gebiet des Amtes Saarmund errichtet. Die Heidegebiete, die zum Dorf geschlagen wurden (Niederheyde, Krügersheide, das Wentorf und die Schulzenheide), müssten ursprünglich ebenfalls zur Herrschaft Schloss Beuthen gehört haben. Ein Teil der Flur Wendendorf gehörte jedenfalls später noch zu Nudow.
- Siethen gehörte bereits vor 1375 zum Schloss Beuthen und wurde 1594/95 an die von Streithorst verkauft.
- (Thyrow). Seit 1359 war das Schloss und spätestens ab 1375 auch das Dorf Thyrow[1] im Besitz des Ritters Nicolaus Falke von der Kiesnitz und seiner Söhne Hans und Erich Falke.[2] Das Schloss wird später nicht mehr genannt, seine Lage ist nicht bekannt. Unklar ist, ob der Thyrower Damm noch zum Besitz von Schloss Beuthen gehörte oder zum Besitz des Dorfes Thyrow. 1525 wurde das Dorf mit Ober- und Úntergericht und dem Thyrower Damm von den von Hake an die „Voigte“ (Familie Voigt) zu Mittenwalde verkauft. Die heutige B 101 folgt im Bereich des Nuthetals in etwa dem alten Übergang über die Nuthe. Im Urmesstischblatt von 1840 (Blatt Trebbin) ist der Thyrower Damm noch verzeichnet. Er gehört heute zur Gemarkung Großbeuthen.

### Besitzer
Durch die vergleichsweise späte urkundliche Nennung ist die Rekonstruktion der frühen Besitzgeschichte schwierig. 1357 saß bereits die Familie von Gröben auf der Burg Beuthen, die in diesem Jahr das Dorf Großbeuthen auf Wiederkauf an die Dierecke zu Rudow veräußerte. Das Dorf war seit dem 15. Jahrhundert wieder Zubehör von Schloss Beuthen. Die von Gröben hatten ihre Stammburg im Nachbardorf Gröben, die nach der Verlegung des Adelssitzes nach Beuthen verfiel. 1381 kam die Burg an Henning von Ziesar. Kune von Zigesar, der Sohn des Henning wurde 1410 durch Heinrich von Isenburg und Johann von Treskow mit Gewalt aus der Burg gejagt. Kune von Zigesar bot 700 böhmische Groschen für die Wiedererlangung der Burg. Johann von Quitzow bot sich als Vermittler an und streckte das Geld zunächst vor. Da Kune von Zigesar nicht bezahlen konnte, setzte sich Hans von Quitzow in den Besitz der Burg. Er setzte Gesken von Brederlow als Burghauptmann ein. 1411 war Friedrich, der Burggraf von Nürnberg, zunächst als Verwalter, ab 1415 als Markgraf von Brandenburg bemüht, die Ordnung in der Mark Brandenburg wiederherzustellen. Er verbündete sich dabei mit den Städten, aber auch den von Torgau, Herren von Zossen. Am 6. Februar 1414 begann Hans von Torgau, unterstützt von Bürgern von Jüterbog, Treuenbrietzen und Beelitz sowie mit Mannschaften der Klöster Lehnin und Zinna, mit der Belagerung von Schloss Beuthen, das von Götz von Predöhl, dem Hauptmann der Gebrüder Quitzow, verteidigt wurde. Nach dem Fall der Burgen Friesack und Plaue übergab Predöhl die Burg dem von Torgau. 1416 verlieh Friedrich I. Schloss Beuthen an Peter von Bredow, dem Vormund derer von Schlabrendorf, Kinder seiner Tochter für 1500 böhmische Groschen, behielt sich jedoch die Wiedereinlösung vor. 1461 saß Curt Slaberndorff zu Buten, der in diesem Jahr als Zeuge in einer Urkunde des Markgrafen Friedrich II. von Brandenburg auftritt. 1462 wurden Curt und Hans von Schlabrendorf auf Schloss Beuthen mit Gütern in Waßmannsdorf belehnt. 1463 bestätigte Kurfürst Friedrich II. den von Schlabrendorf Schloss Beuthen als erblichen Besitz. 1565 war der Besitz geteilt. Nach dem „Verzeichnuß der Roßdienste der Prelaten, Grafen, und Dero von der Ritterschaft des Churfürstenthumbs der Marck Brandenburgk. Wie Ao. 1565 dauon gesteuert worden.“ von 1565 mussten die „Fritz v. Schlabberndorf's Erben“ 1½ Pferde stellen, „Otto und Hanß Gebrüder die Schlabberndorff auff Bueten und Blanckenfelde“ ebenfalls 1½ Lehnpferde. 1572 waren „Hans v. Schlabberndorff zue Bueten und Gröben“ und „Churdt v. Schlabrendorff zu Beutten“ auf dem Landtag in Berlin anwesend. 1588 war ein Teil des Besitzes an die von Götze verkauft worden. 1594/95 wurde ein weiterer Teil des von Schlabrendorf'schen Besitzes an die von Streithorst veräußert. Andere Teile blieben im Besitz der Familie von Schlabrendorf. 1597 erwarb die Familie von Görtzke (von Goertzke), konkret Herr Friedrich von Görtzke den Anteil, den er sich aus der Konkursmasse gesichert hatte. Der Streithorst'sche Anteil kam von 1614 bis 1644 in den Besitz derer von der Gröben zu Siethen, und 1644 an die von Schlabrendorf zu Gröben. Dieses verkauften ihren Teil 1753 an die von Görtzke, die somit ganz Kleinbeuthen und Großbeuthen besaßen. Etwa Mitte des 19. Jahrhunderts setzte sich dann die Schreibweise von Goertzke durch.  Erst 1945 wurden die Familie, vertreten durch den Domherrn zu Brandenburg Wilhelm von Goertzke, enteignet.

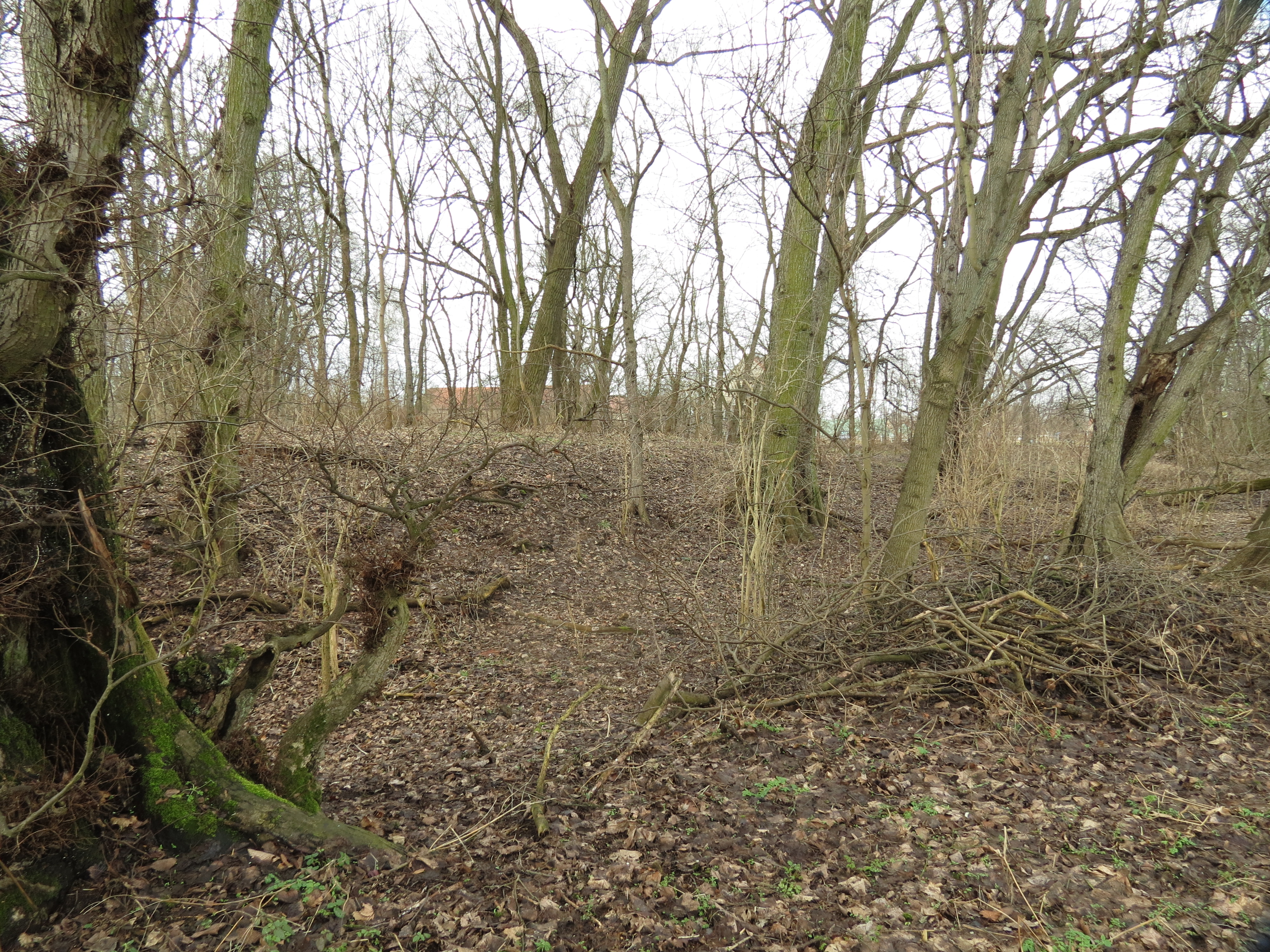
Burghügel von Osten gesehen. Hier ist der Burggraben noch erkennbar.

## Die Baulichkeiten von Schloss Beuthen
Über das Aussehen der Burg beziehungsweise des späteren Schlosses lässt sich wenig aussagen. An der Stelle des ehemaligen Schlosses ist lediglich ein inzwischen bewachsener Hügel zu sehen, in dem an manchen Stellen noch Feldsteinquader und Ziegelreste zu erkennen sind. Auf der Ostseite ist noch deutlich ein Burggraben als flache Vertiefung erkennbar. 1414 wurde die Burg durch den Mitstreiter des Markgrafen Friedrich I., Hans v. Torgau, belagert und mit Hilfe der „Faulen Grete“, eines frühen Geschützes, eingenommen. Man darf daher davon ausgehen, dass die Burg damals noch befestigt war und eventuell mit einem Wassergraben umgeben war. Später wird die Anlage als Schloss beschrieben, das heißt, das Gebäude dürfte im 16. Jahrhundert zum Schloss umgebaut worden sein. 1687 soll das Gebäude noch bewohnt oder bewohnbar gewesen sein. Dann wurde in Großbeuthen ein neues Gutshaus errichtet und der Sitz der stark verkleinerten Herrschaft verlagerte sich nach Großbeuthen. Ein Rittersitz in Großbeuthen ist bereits für 1694 belegt. 1813 waren noch Mauerreste von Schloss Beuthen zu sehen, die während der Gefechte beim Vormarsch der Armée de Berlin in den Befreiungskriegen abgetragen wurden. Die Burgkapelle war seit Ende des 16. Jahrhunderts nicht mehr mit einem Geistlichen besetzt. Sie hatte insofern eine gewisse historische Bedeutung, denn in ihr fand einer der ersten evangelischen Gottesdienste der Gegend statt. Sie verfiel wohl zu Beginn des 18. Jahrhunderts; 1713/14 wurde in Großbeuthen eine neue Fachwerkkirche erbaut. Sie besitzt noch eine Glocke aus den 14./15. Jahrhundert, die von einer Vorgängerkirche stammt, entweder einer Vorgängerkirche in Großbeuthen oder der Burgkapelle in Kleinbeuthen.